# Diathoneura albinota
Diathoneura albinota är en tvåvingeart som först beskrevs av Wheeler 1957.  Diathoneura albinota ingår i släktet Diathoneura och familjen daggflugor. Inga underarter finns listade i Catalogue of Life.